# Shokusenzai Wakashū
Shokusenzai Wakashū (続千載和歌集?, Continuazione della raccolta dei mille anni), è la quindicesima Chokusen wakashū (勅撰和歌集?, Antologia imperiale) giapponese di waka e la settima delle Jūsandaishū. Compilata da Nijō Tameyo membro dell'antica e conservatrice scuola poetica Nijō. La compilazione fu iniziata il 30 ottobre 1318 (Bunpō 2) con l'editto imperiale del daijo tenno Go-Uda e completata intorno al 1320 (Gen'ō 2). Si compone di venti volumi contenenti 2.159 poesie.

## Struttura
Il numero di poesie è di 2.159 (varia a seconda dei manoscritti). Le sezioni sono: primavera (superiore e inferiore), estate, autunno (superiore e inferiore), inverno, zotai, viaggio, jingi, shakkyō, amore (1-5), varie (medie e inferiori), dolore, celebrazione.
Tra i poeti principali figurano Go-Uda-in (52 poesie), Saionji Sanekane (51 poesie), Nijō Tameuji (42 poesie), Nijō Tameyo (36 poesie), Fujiwara no Tameie (29 poesie) e Fujiwara no Teika (28 poesie).
Poiché include i poeti di Man'yōshū, il primo autore è Fujiwara no Teika, inoltre essendo una vasta raccolta di circa 2.150 poesie e i poeti inclusi sono diversi, si pensa che fosse stata pensata per competere con la Gyokuyō Wakashū di Kyōgoku Tamekane.